# Lista över offentlig konst i Storumans kommun
Det här är en lista över offentlig konst i Storumans kommun. Förteckningen är ofullständig och innehåller främst utomhusplacerad offentlig konst i Storumans kommun. 

## Utplacerade konstverk
| Titel       | Konstnär(er) | Årtal | Beskrivning            | Typ - material | Stadsdel/ort | Plats Koordinater                        | Bild |
| ----------- | ------------ | ----- | ---------------------- | -------------- | ------------ | ---------------------------------------- | ---- |
| Okänd titel | Erik Norberg | 1965  | Två tranor             | Fontänskulptur |              | Vid torget i Storuman 65.09592, 17.11629 |      |
| Okänd titel | Okänd        |       | Byst av Carl von Linné |                |              | Linnéparken i Gunnarn 65.00939, 17.68723 |      |